# Hadra Trance Festival
 (août 2022).
La mise en forme du texte ne suit pas les recommandations de Wikipédia : il faut le « wikifier ».
Les points d'amélioration suivants sont les cas les plus fréquents :
- Les titres sont pré-formatés par le logiciel. Ils ne sont ni en capitales, ni en gras.
- Le texte ne doit pas être écrit en capitales (les noms de famille non plus), ni en gras, ni en italique, ni en « petit »…
- Le gras n'est utilisé que pour surligner le titre de l'article dans l'introduction, une seule fois.
- L'italique est rarement utilisé : mots en langue étrangère, titres d'œuvres, noms de bateaux, etc.
- Les citations ne sont pas en italique mais en corps de texte normal. Elles sont entourées par des guillemets français : « et ».
- Les listes à puces sont à éviter, des paragraphes rédigés étant largement préférés. Les tableaux sont à réserver à la présentation de données structurées (résultats, etc.).
- Les appels de note de bas de page (petits chiffres en exposant, introduits par l'outil «  Source ») sont à placer entre la fin de phrase et le point final[comme ça].
- Les liens internes (vers d'autres articles de Wikipédia) sont à choisir avec parcimonie. Créez des liens vers des articles approfondissant le sujet. Les termes génériques sans rapport avec le sujet sont à éviter, ainsi que les répétitions de liens vers un même terme.
- Les liens externes sont à placer uniquement dans une section « Liens externes », à la fin de l'article. Ces liens sont à choisir avec parcimonie suivant les règles définies. Si un lien sert de source à l'article, son insertion dans le texte est à faire par les notes de bas de page.
- La présentation des références doit suivre les conventions bibliographiques. Il est recommandé d'utiliser les modèles {{Ouvrage}}, {{Chapitre}}, {{Article}}, {{Lien web}} et/ou {{Bibliographie}}. Le mode d'édition visuel peut mettre en forme automatiquement les références.
- Insérer une infobox (cadre d'informations à droite) n'est pas obligatoire pour parachever la mise en page.

Pour une aide détaillée, merci de consulter Aide:Wikification.
Si vous pensez que ces points ont été résolus, vous pouvez retirer ce bandeau et améliorer la mise en forme d'un autre article.
 (août 2022).

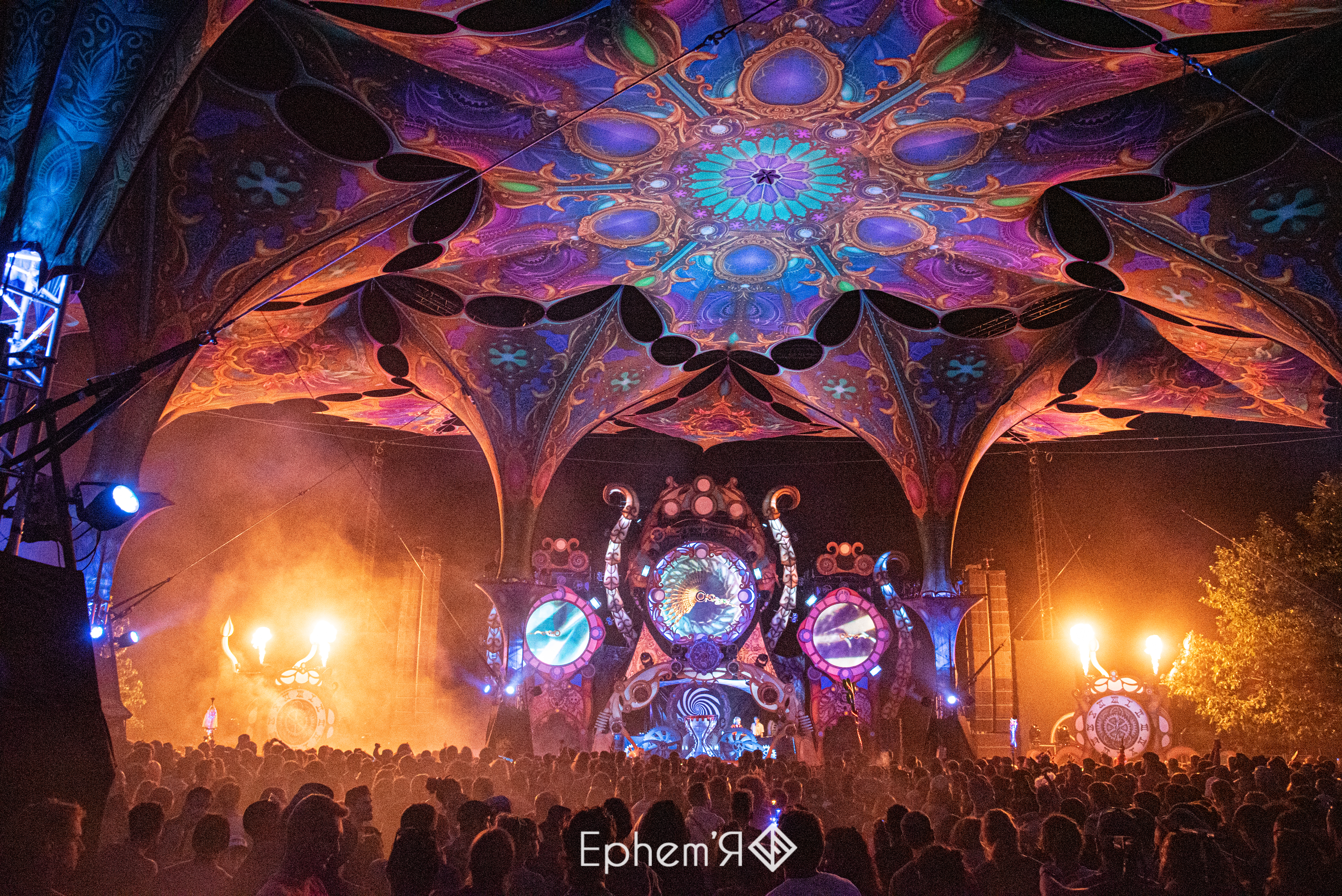
Mainstage du Hadra Trance Festival 2019

Le Hadra Trance festival est un festival de musique centré sur la musique et l'univers de la trance psychédélique, existant depuis 2005 et organisé chaque année près de la commune de Vieure (département de l'Allier) depuis 2016. Le festival réunit chaque année 8000 festivaliers avec 72 heures de musique en continu, 3 scènes, près de 150 artistes musiciens, performeurs, vidéastes et décorateurs, et propose également tout un village alternatif composé de conférences, d'ateliers divers, de pièces de théâtre, de cinéma et d'espaces de bien-être.
Il était auparavant situé dans le département de l'Isère près de la commune de Lans-en-Vercors, mais s'est vu exclu du territoire à la suite de l'élection du nouveau maire de la commune, la dernière édition sur ce site datant de 2014.

## Histoire
Le Hadra Trance Festival est le premier festival de trance psychédélique français.

### Années 2000
L’association Hadra a été fondée à Grenoble en 2001 par un groupe de passionnés de musique électronique et en particulier de trance psychédélique. Etymologiquement, la «hadra» désigne, en arabe, la transe collective telle qu’elle est pratiquée lors des cérémonies de confréries religieuses marocaines, en particulier les Issawas. L’association a commencé dès sa création à organiser des «psytrance parties» qui rassemblaient 300 à 400 personnes dans la région grenobloise, et ce, dans un cadre adapté et légal, pour permettre l’accès pour tous à une culture encore trop méconnue et également la rencontre et l’échange entre le public et les artistes locaux et internationaux invités pour l’occasion.
Inauguré en 2005 à Chorges dans les Hautes-Alpes, le Hadra Trance Festival s'est ensuite installé à Pontcharra pour sa troisième édition en 2008, puis dans le massif du Vercors dès 2010, à quelques kilomètres de la commune de Lans-en-Vercors.
| Année | Date           | Lieu       | Thème | Programmation                                                                                            | Fréquentation     |
| ----- | -------------- | ---------- | ----- | --- | ----------------- |
| 2005  | 01/07 au 03/07 | Chorges    |       | Atomic Pulse, Fatali, Sesto Sento, Barak, Digital Talk, Grapes of Wrath, Driss, Emok…                    | 1240 festivaliers |
| 2006  | 30/06 au 02/07 | Chorges    |       | Bliss, E.V.P, Hyper Frequencies, Electro Sun, Dynamic, Jaïa, Ari Linker, Fog, Master Margherita…         | 2400 festivaliers |
| 2008  | 25/07 au 27/07 | Pontcharra |       | Painkiller, Gaudium, Space Tribe, Psymmetrix, Lunarave, Kularis, Atomic Pulse, Terra Nine, Secret Vibes… | 3991 festivaliers |

### Années 2010
En 2014, le nouveau maire de la commune, Mickaël Kraemer est élu sur la promesse de campagne d'interdire la tenue du festival. Déjà bien avancée dans son organisation, l'édition 2014 est maintenue. Elle réunit prés de 15 000 personnes. Ce sera la dernière à Lans-en-Vercors,,,.
Faute de lieu pour accueillir le festival, l'édition 2015 n'a pas lieu.
En 2016, le festival est relancé sur un nouveau site autour du plan d'eau de Vieure, dans l'Allier,.
Depuis 2017, le festival se déroule sur quatre jours et représente 6 500 entrées vendues et 150 artistes présents,.
| Année | Date           | Lieu            | Thème                                   | Programmation | Fréquentation       |
| ----- | -------------- | --------------- | --------------------------------------- | --- | ------------------- |
| 2010  | 01/07 au 04/07 | Lans-en-Vercors | Russie                                  | Ectima, Kindzaza, Arjuna, Bliss, Jimson, Sensifeel, Mad Maxx, Ritmo, Archaic, Day Din, Time in Motion, Symphonix…                       | 10 000 festivaliers |
| 2011  | 07/07 au 10/07 | Lans-en-Vercors |                                         | Hilight Tribe, Ajja, Atriohm, Bombax, Egorythmia, Klopfgeister, Loud, Neutral Motion, Sideform, Shotu…                                  | 10 000 festivaliers |
| 2012  | 30/08 au 02/09 | Lans-en-Vercors | Croatie                                 | Boom Shankar, Dirty Saffi, Ital, Funky Dragon, Southwild, Yab Yum, Lakay, D_Root, Brain Driver…                                         | 12 000 festivaliers |
| 2013  | 22/08 au 25/08 | Lans-en-Vercors | Afrique du Sud                          | A-Team, Aerospace, Audiomatic, Broken Toy, Chris Rich, Dharma, Electrypnose, Earthspace, Hatta, Headroom, Kalya Scintilla…              | 7 300 festivaliers  |
| 2014  | 21/08 au 24/08 | Lans-en-Vercors | Vietnam                                 | Okapi, Kliment, Drumatik, Dust, Fungus Funk, Liquid Soul, LMX, Suduaya, Lupin, Meerkut, Outsiders...                                    | 15 000 festivaliers |
| 2016  | 02/09 au 04/09 | Vieure          | 15e anniversaire de l'association HADRA | Arjuna, Gaspard, Kaya Project, Manu, Nuky, Obliviant, Oddwave, Psysex, Vert3x, Vertical Mode, Virtual Light…                            | 6 000 festivaliers  |
| 2017  | 07/09 au 10/09 | Vieure          | Colombie                                | Dick Trevor, Diksha, E-Clip, E-Mov, Evil Oil Main, Filterheads, Giuseppe, Hypereggs, Logic Bomb, Loose Connection, Orestis, Rastaliens… | 6 491 festivaliers  |
| 2018  | 06/09 au 09/09 | Vieure          | Science-Fiction                         | Animalien, Drip Drop, Hypogeo, Kabayun, One Function, Onkel Dunkel, Phobos, Rikam, Space Tribe, Synthetik Chaos, Desert Dwellers…       | 8 000 festivaliers  |
| 2019  | 29/08 au 01/09 | Vieure          | Utopie & Temps                          | Confo, Critter, Electric Universe, Off Limit, Breger, Imaginarium, Skizologic, Mark Day, James Monro, Krak in Dub, MNGRM…               | 8 000 festivaliers  |

### Années 2020
| Année | Date           | Lieu   | Thème                                                   | Programmation | Fréquentation      |
| ----- | -------------- | ------ | ------------------------------------------------------- | --- | ------------------ |
| 2022  | 25/08 au 38/08 | Vieure | Les origines -20ème anniversaire de l'association HADRA | Ahyoka, Alderaan, Artyficial, Atriohm, Braindrop, Cubic Spline, Digital Talk, El Nano, Electrypnose, Elements of Baraka, Elyxir, Elzeden, Ephemeris, G-Alien, Gina, GMS.... | 8 000 festivaliers |

## Programmation
Le Hadra Trance Festival est l’un des seuls festivals français à avoir choisi de focaliser sa programmation sur les différents styles de la trance psychédélique et sur les esthétiques alternatives qui se sont développées en parallèle. La programmation s’inscrit depuis des années dans une dynamique d’éclectisme de styles et de sous-genres, de nationalités et de projets : faire venir les grands artistes internationaux qui ont à leur manière révolutionné la psytrance, faire connaître les coups de cœur émergents internationaux qui amènent quelque chose de nouveau, et faire reconnaître les pépites nationales et locales.
Le festival dispose de 3 scènes. La mainstage, véritable centre névralgique du site, inspire l’admiration par sa structure, sa décoration et sa programmation essentiellement centrée sur les sous-genres composant le spectre des musiques psytrance : progressive, dark-prog, psygressive, full-on, psyché, dark-psytrance et forest !
L’alternative stage propose un large panel des musiques électroniques développées en parallèle des différents styles de la trance psychédélique : techno, drum’n bass, hi-tech, dub, world music avec la présence de groupes et formations traditionnelles qui associent sonorités instrumentales et électroniques.
Enfin, une troisième scène faisant office de “cocon sonore” : le Chill-Out. La musique y est volontairement plus calme et douce que sur les autres scènes afin de créer une atmosphère planante et reposante. Le downtempo, l’ambient, la psybass, l’electronica, le psychill, le glitch sont autant de styles que vous pourrez apprécier lors de cette relaxation sonore.

## Village alternatif
Tout au long de l’événement, le public a accès à un espace alternatif de conférences, d’expositions d’art, d’ateliers, de cours de yoga ou encore d’éveil musical : un lieu d’échanges, de rencontres et de découvertes, le tout gratuit et ouvert à tous.
Le festival propose un espace conférence où professionnels, amateurs et curieux viennent débattre autour de thématiques inhérentes à la culture psychédélique et aux valeurs qui lui sont associées : historique de la psytrance, place des femmes dans le milieu électro, réduction des risques et prévention en milieu festif, ayurvédisme et naturopathie, table ronde autour de l’environnement...
Un second espace est dédié aux ateliers :  il propose des activités d’initiations et de sensibilisations autour des thématiques centrales du Hadra Trance Festival. 
Le festival développe sa programmation au fil des ans et des thématiques. En 2018 par exemple, le festival avait pour thème "Utopie & Temps" et proposait sur son village des conférences telles que : « Le temps abordé sour le prisme de la science », « Modes de vie et constructions alternatives », « Espace, temps & matières » etc.. mais aussi comme l’apprentissage de l’Ayurvéda, le Landing Art, fabrication Do It Yourself etc.

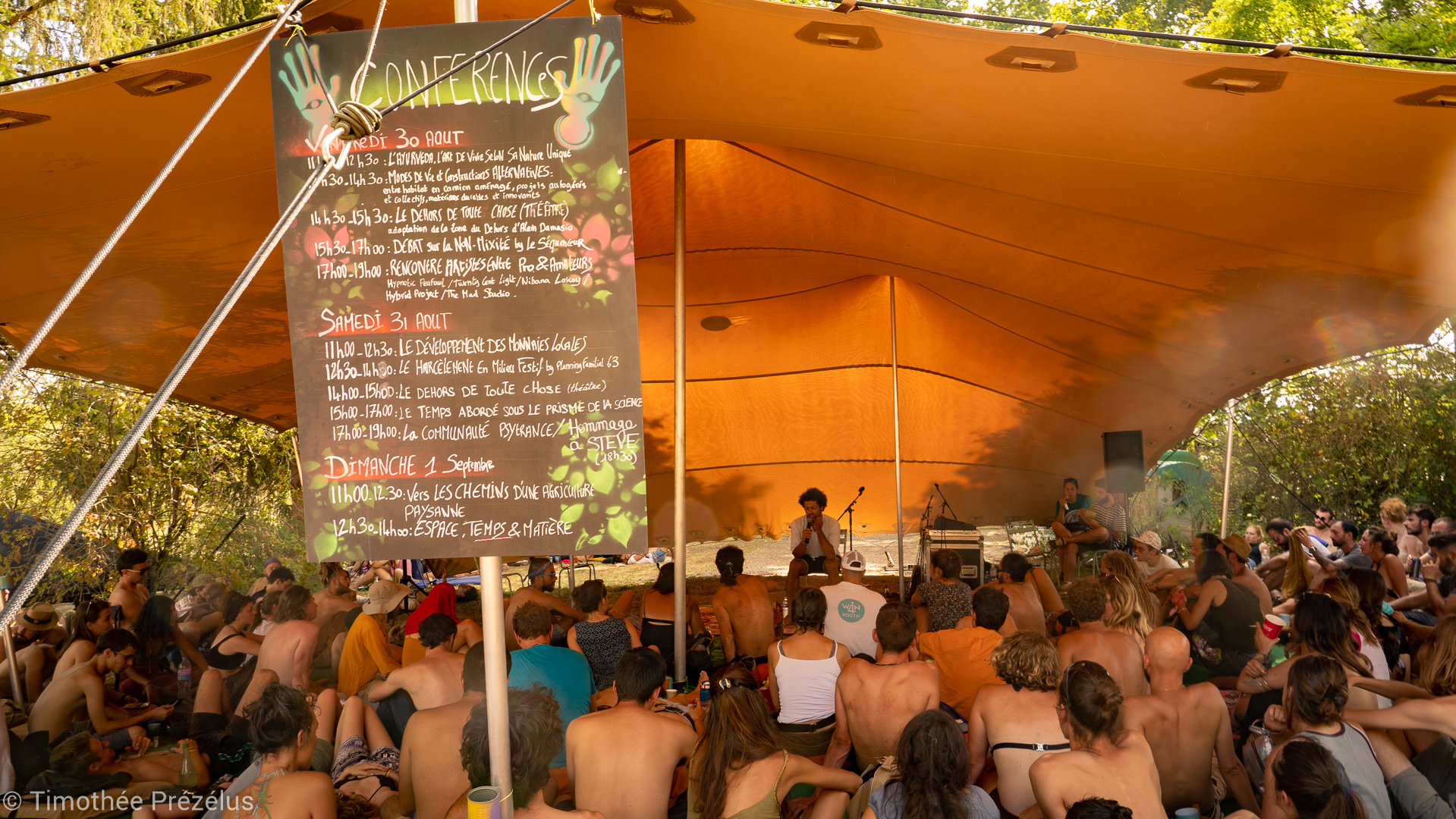

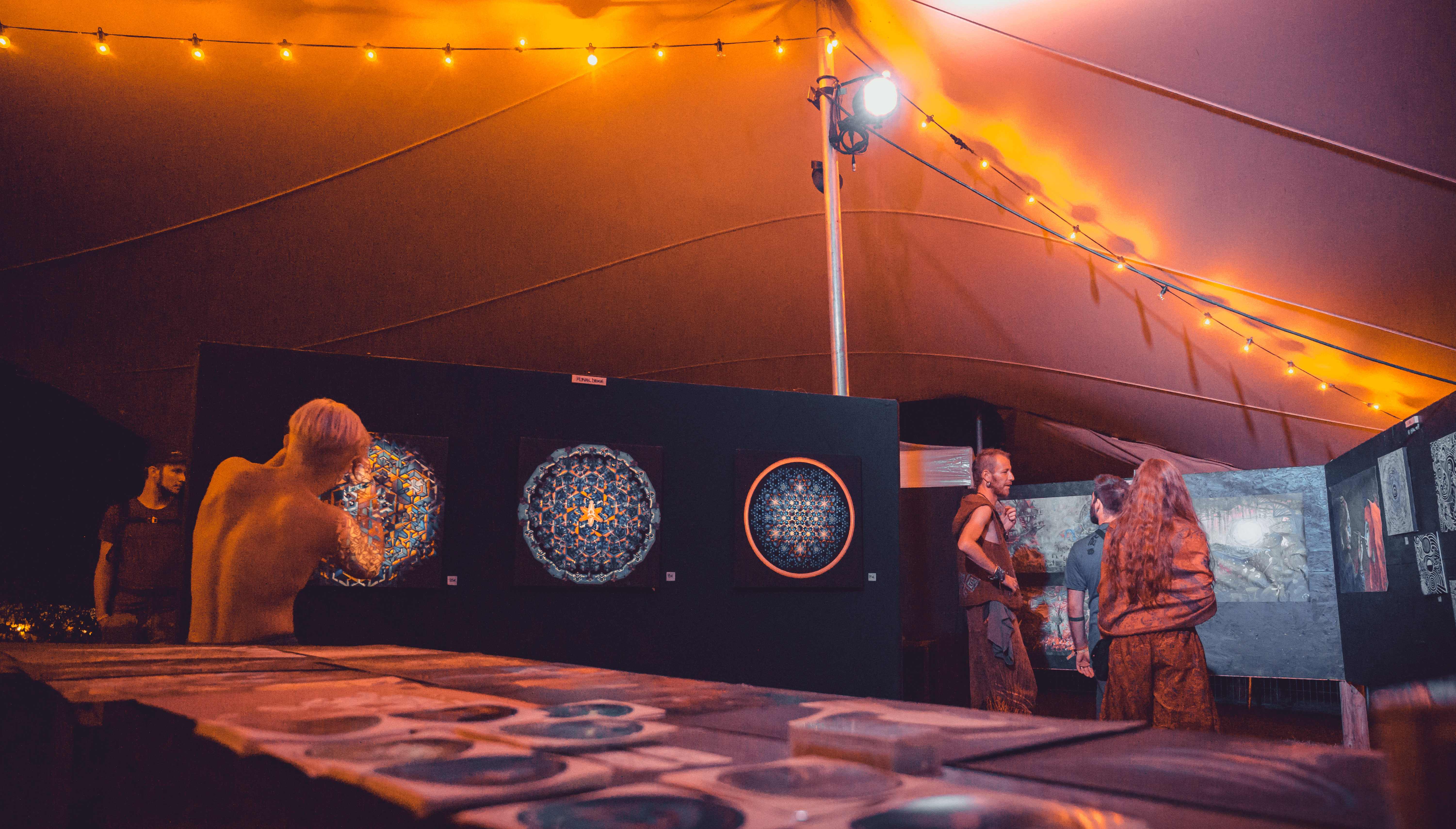